# František Dreuschuch (1888)
František Dreuschuch (4. června 1888 Náměšť nad Oslavou – 11. června 1961 Praha) byl český lékař-rentgenolog a pedagog.

## Biografie
František Dreuschuch se narodil v roce 1888 v Náměšti nad Oslavou, jeho otcem byl lékař František Dreuschuch a matkou Ida. Pocházel z lékařské rodiny, kdy se lékařství věnovali i jeho další předci. Studoval na gymnáziích v Brně, Třebíči a Třeboni, roku 1908 na třeboňském gymnáziu odmaturoval a odešel do Prahy, kde nastoupil na studium medicíny, kde v roce 1913 absolvoval první rigorozní zkoušku, z důvodu narukování do armády v roce 1914 musel studium přerušit. V roce 1917 byl z armády uvolněn a mohl tak dokončit studium, to dokončil v témže roce a do armády se vrátil. Po skončení války nastoupil do vojenské nemocnice v Jihlavě, v roce 1919 odešel do Brna, kde pracoval jako protetik a působil také jako rentgenolog tamní vojenské nemocnice. V témže roce pak odešel do Košic, kde do roku 1920 pracoval jako asistent na škole pro porodní asistentky. Od roku 1920 pak pracoval jako rentgenolog na klinice profesora Stanislava Kostlivého v Bratislavě, mezi lety 1920 a 1921 absolvoval kurz pro rentgenology ve Vídni, posléze se vzdělával také v Paříži, Curychu, Římě, Neapoli, Záhřebu a v Bělehradu. V roce 1933 byl habilitován. V Bratislavě působil do roku 1939, kdy pak byl donucen odejít do Prahy, kde nastoupil na pozici přednosty rentgenologie na ortopedické a dětské chirurgii Lékařské fakulty Univerzity Karlovy. Od roku 1940 pak pracoval jako rentgenolog polikliniky v Praze 7, kde pracoval až do odchodu do důchodu v roce 1959.
Působil jako rentgenolog, stejně jako jeho otec, který sestavil první rentgen na Moravě. Věnoval se také chirurgii kostry nebo gastrointestinálního traktu. V Bratislavě působil jako rentgenolog, který rozvíjel radiologii na celém Slovensku. Přednášel tam také studentům a publikoval v odborných medicínských časopisech. Působil v Československé společnosti pro rentgenologii a radiologii, ve Spolku československých lékařů v Bratislavě a byl korespondentem Učené společnosti Šafaříkovy.